# Шорчекаси
Шорчека́си (рос. Шорчекасы, чув. Шорчекасси) — присілок у складі Чебоксарського району Чувашії, Росія. Адміністративний центр Акулевського сільського поселення.
Населення — 692 особи (2010; 658 у 2002).
Національний склад:
- чуваші — 100 %